# كريستيان أوليفر
كريستيان أوليفر (بالألمانية: Christian Oliver)‏ هو عارض وممثل ألماني، ولد في 3 مارس 1972 في ألمانيا.

## أعمال

### أفلام
- (2008) فالكيري[6][7]
- (2011) الفرسان الثلاثة
- (2015) زيبر

## وفاته
توفي كريستيان أوليفر مع ابنتاه في 4 يناير 2024 عن عمر ناهز الحادية والخمسين نتيجة سقوط الطائرة التي كانوا يستقلونها في البحر الكاريبي.

## وصلات خارجية
- كريستيان أوليفر على موقع IMDb (الإنجليزية)
- كريستيان أوليفر على موقع روتن توميتوز (الإنجليزية)
- كريستيان أوليفر على موقع ألو سيني (الفرنسية)
- كريستيان أوليفر على موقع أول موفي (الإنجليزية)
- كريستيان أوليفر على موقع قاعدة بيانات الأفلام السويدية (السويدية)
- كريستيان أوليفر على موقع قاعدة بيانات الفيلم (الإنجليزية)
- كريستيان أوليفر على موقع كينوبويسك (الروسية)